# 皇家香港輔助空軍
皇家香港輔助空軍（縮寫：RHKAAF）是英屬香港的空軍，成立於1949年，屬於香港政府部門之一，並為政府飛行服務隊的前身。

## 概要
香港本地軍隊於1970年進行改組，成立於1948年的皇家香港防衛軍（英文：Royal Hong Kong Defence Force，縮寫：RHKDF）解散，其轄下的空軍單位「香港輔助空軍」成為獨立部隊，並獲英女皇伊利沙伯二世授予「皇家」名銜，以繼承皇家香港防衛軍解散後的榮譽，因而命名為「皇家香港輔助空軍」。皇家香港輔助空軍的軍徽主體為一條以飛機螺旋槳為背景的飛龍的八角形盾徽，上方有大英君主的皇冠，而輔助空軍的格言「隨時候命」則以拉丁文（Semper Paratus）標示在盾徽的下方。
皇家香港輔助空軍有別於駐港英軍之中的皇家空軍，雖然兩者當時都是以香港為根據地，但輔助空軍隸屬於香港政府，而駐港皇家空軍則由英國本土派駐來港，並由駐港英軍司令指揮。在成立初期的輔助空軍以兼職人員為主，屬於香港的後備軍，其指揮、調派及維持經費全由香港負責，除了保衛香港之外，輔助空軍還要承擔內部安全及救護任務，在1970年代以後，緊急醫療運送及搜救成為了輔助空軍的主要任務，而全職人員的比例亦漸漸增加。至於駐港皇家空軍則由駐港英軍司令指揮，主要負責香港防務，並由全職軍人組成。輔助空軍作為香港的後備軍，也經常參與駐港英軍舉行的演習，以準備支援駐港英軍執行保衛香港的任務，一旦香港發出戰時動員令，輔助空軍將歸由駐港英軍司令統一指揮。
皇家香港輔助空軍於1988年起逐步擴大編制及全職化，以便在1990年代初接替駐港皇家空軍的工作。1990年，輔助空軍計劃在1993年更名，並將各級軍階轉制為公務員職級。1993年3月31日，皇家香港輔助空軍解散，於翌日改組為「政府飛行服務隊」並繼承輔助空軍的人員、飛機及設施。

## 職責
- 防衛香港
- 維護香港治安
- 參加駐港英軍舉行的演習
- 支援警隊行動
- 撲滅火警[15]
- 運送傷者
- 負責香港飛航情報區周圍400里以內的緊急空中救護、搜索及拯救服務[11]
- 運送醫護用品或人員
- 吊運物品和政府內部貨物
- 核意外時進行空中監察
- 接載貴賓和政府人員

## 歷史

### 戰前籌建
早在二次大戰爆發前，英國已計劃在香港義勇防衛軍之內組建一支空軍，令香港本地軍隊有自己的飛行作戰單位，在戰時可支援駐港英軍保衛香港，在戰前已從英軍獲得5架雙翼教練機，並開始訓練首批飛行員。1938年10月，日軍在大亞灣登陸後不足十天便擊潰中國軍隊並攻佔廣州，當時英軍建設中的石崗機場，也因為深圳已被日軍控制，而落入日軍火炮的射程範圍內，至於啟德機場的跑道則仍未鋪上混凝土，不但使英國皇家空軍作業受阻，也拖慢了培訓香港本地飛行員的進度。1941年12月8日，香港保衛戰爆發，日軍一開戰便派出三十多架飛機空襲香港，將啟德機場上的大部分飛機擊毀，而皇家空軍於二戰期間在香港的飛行活動也就此告一段落，直到1945年8月29日才有由航空母艦起飛，隸屬皇家海軍艦隊航空隊的飛機重臨香港。

### 戰後成立輔助空軍
1948年，香港軍部進行重組，在1949年設立香港防衛軍（英文：Hong Kong Defence Force，縮寫：HKDF），香港義勇防衛軍改組為香港軍團（英文：Hong Kong Regiment，縮寫：HKR）並成為香港防衛軍轄下的陸軍，而香港防衛軍轄下還設有空軍及海軍，其中的空軍便是於1949年5月1日成立的香港輔助空軍（英文：Hong Kong Auxiliary Air Force，縮寫：HKAAF），主要職責是協助駐港英軍執行香港的防衛任務，而當時的中文媒體亦常以「香港空軍輔助隊」為題報導。香港輔助空軍於1949年12月22日接收第一架飛機，這架奧斯特AOP Mk5聯絡觀測機以散件方式運抵啟德機場，再於香港輔助空軍的機棚組裝，另有兩架奧斯特AOP Mk6亦於稍後扺達。奧斯特AOP Mk5的組裝完成後，於1950年1月7日由香港輔助空軍進行首次飛行。香港輔助空軍從皇家空軍及英國陸軍接收的奧斯特AOP系列飛機共有15架，但只有當中6架維持在可供飛行的狀態，餘下的則被作爲後備或用來拆出零件使用。奧斯特AOP系列是一種觀測機，機艙最初除了基本的飛行儀錶外，並沒有其他裝置，無線電及觀測用的器材都是後來才加裝。奧斯特AOP系列飛機不但被用作觀測機，也用於標定陸上及海上目標的訓練，亦可作爲聯絡機使用，包括空投軍方信件，散發政府宣傳單張，以及運送報紙等。不過，因為輔助空軍的飛行員大多屬於兼職，正職不一定與飛行有關，所以除了少數如參加過二次大戰的飛行員外，普遍累計飛行時數不多，也偶有發生事故，共有7架奧斯特AOP系列飛機在訓練或執行任務時失事。在訓練或執行任務期間也偶有發生意外事件，例如進行海上目標標定訓練時，誤將標定目標的麵粉擲到富豪的遊艇上，或者在空投政府宣傳品時擊穿民房。所有奧斯特AOP系列飛機於1972年從輔助空軍退役。

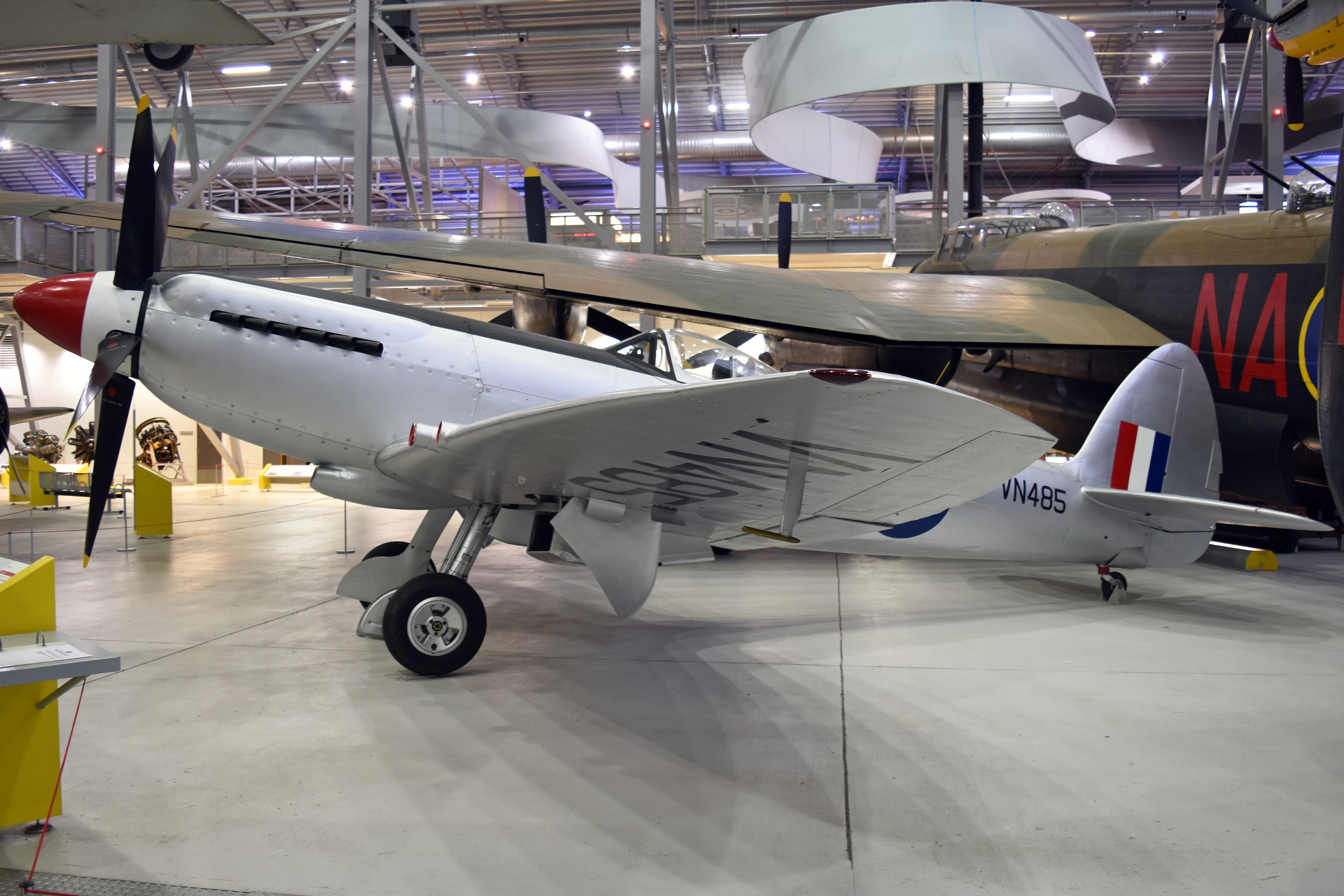
香港輔助空軍曾裝備噴火式戰鬥機保衛香港領空。這架編號VN485的噴火式Mk24戰鬥機於1952年在輔助空軍服役，直至1955年4月21日飛越維多利亞港上空慶祝英女皇壽辰後退役。皇家香港輔助空軍於1983年將這架噴火式翻修後展示於啟德機場的輔助空軍總部外，此機於1989年移送到英國帝國戰爭博物館保存至今。

1950年末及1951年初，香港輔助空軍從皇家空軍駐新加坡部隊接收三架Harvard MkIIB教練機，這款飛機是北美T-6教練機的英國版，也是香港輔助空軍第一批配備武裝的飛機。Harvard MkIIB雖為雙座教練機，但可安裝三支白朗靈.303囗徑機槍，也可掛上炸彈。除了具備訓練功能外，此機亦可執行武裝偵察及巡邏任務，在香港邊界監視中國一側的武裝活動。香港輔助空軍共接收11架Harvard MkIIB教練機，但只維持當中四架在可飛行狀態，其餘在機庫存放，當現有機隊發生折損時才用來替補，共有六架在訓練或執行任務時失事，所有Harvard MkIIB教練機於1958年除役。
英皇佐治六世在1951年為表彰香港義勇防衛軍團在二次大戰的貢獻，決定授予防衛軍「皇家」稱號，並由港督葛量洪代表英國君主頒授新軍旗，成為皇家香港防衛軍（英文：Royal Hong Kong Defence Force，縮寫：RHKDF）。
1951年初，香港輔助空軍從皇家空軍第80中隊接收首批噴火式Mk18戰鬥機，到1952年末又接收了六架噴火式Mk24戰鬥機。噴火式戰鬥機是香港輔助空軍自成立以來所獲得的最強火力飛機，各配備四門Hispano-Suiza HS.404 20毫米機炮。因爲沒有噴火式雙座教練機供飛行員進行轉換機型訓練及熟練操作，輔助空軍又主要由業餘飛行員組成，所以噴火式要到1953年才形成有效戰力，而且事故頻生。1951年4月，一架噴火式Mk18發生飛行事故，飛機及飛行員失踪。1954年，六架噴火式Mk24中已有三架因事故報銷。為了補充飛機折損，皇家空軍從第81中隊借出兩架噴火式Mk19偵察機供輔助空軍使用。輔助空軍不久便決定將噴火式除役，噴火式戰鬥機於1955年4月在香港上空作最後一次飛行，噴火式在輔助空軍僅服役了5年便於1955年9月除役。1989年，皇家香港輔助空軍把餘下的唯一一架噴火式Mk24借給英國的帝國戰爭博物館收藏，這架噴火式仍保留在博物館內。

### 擔任飛行救援角色
1950年代後期，除了原有的防衛任務外，香港政府越來越希望輔助空軍能夠擔當更多空中支援的角色，包括海上救援，反走私及非法入境，以及在離島與其他偏遠地區提供醫療救護服務等等，然而香港有很多地區及離島受到地形限制，並不能供一般定翼機升降，香港政府因此同意為輔助空軍購買直升機。1958年2月，香港輔助空軍裝備首架由英國韋斯特蘭直升機生產的Widgeon直升機。直升機對香港當時的大眾而言可謂是新穎的機種，輔助空軍首架直升機亮相時旋即引起香港市民及傳媒的注意，輔助空軍共裝備兩架Widgeon直升機。由於直升機適合低空飛行及可停懸在空中，可用於低空搜索及吊運，輔助空軍配備直升機後，已不單是一支飛行作戰部隊，也可協助執行空中救援任務，亦使輔助空軍逐漸轉變成為專業空中搜救單位。因為在1960年代初由大量中國偷渡客到香港，輔助空軍的機隊在1962年5月18日至25日需要調動可出勤的飛行器協助攔截非法入境者。由於偷渡客常匿藏於香港邊境的山頭，再趁夜晚溜入市區，所以輔助空軍先派觀測機在香港邊境作大範圍的空中監察，再指示Widgeon直升機到偷渡客匿藏的山頭進行低空搜索及追踪，並引導在地面的英軍、防衛軍及警方進行拘捕。Widgeon直升機亦成為訪港外賓的座機，接載賓客往返啟德機場。緊急醫療運送也是Widgeon直升機的主要任務，在服役期間曾出動過百次救助傷患，並有數名嬰兒在執行任務時出生。1965年有一架Widgeon直升機失事，而另一架亦於同年8月退役。
接替Widgeon直升機的是法國宇航雲雀III型直升機，這款直升機是二十世紀中在自由世界最暢銷的直升機機型。不過香港購買這款法製直升機時曾經在英國議會引起爭議，國會議員質疑香港作為大英國協成員為何不買英國貨而去買法國貨，英國國防大臣回應指英國沒有適合的直升機可供香港採購，韋斯特蘭威塞克斯式直升機體型過大，又稱韋斯特蘭Scout直升機性能不符，才擺脫議員的追問。香港當時購買了兩架雲雀III型直升機，這款直升機活躍於不同任務。1966年發生天星小輪加價暴動，輔助空軍出動兩架雲雀III型直升機於夜間在市區上空巡邏，利用強力探照燈搜索並指示暴徒的位置，令警察可更有效率採取拘捕行動。雲雀III型通常以屋頂的高度低飛，低飛除可方便進行地面觀察，亦可起到震懾作用，但後來遇到暴徒擲花盆及雜物攻擊，所以改為較高的高度飛行。
1967年5月，香港發生更大規模的六七暴動，中共支持的鬥委會在香港展開炸彈襲擊浪潮，在香港市區各處放置超過8,000個真假炸彈，當中有1,167枚是真炸彈，有兒童在鬥委會發動的炸彈襲擊中被炸死。1967年8月4日清晨6時許，香港輔助空軍與駐港英軍及香港警察採取聯合行動，由當時正停泊在金鐘的皇家海軍競技神號航空母艦派出三架韋斯特蘭旋風式直升機，運送警察空降到被鬥委會用作策動恐怖活動基地的北角僑冠大廈、新都城大廈及明園大廈。這是香港首次出動直升機進行空降突擊，執行反恐行動的軍方直升機直接在僑冠大廈天台降落，而在僑冠大廈對面的新都城大廈和明園大廈則因為天台空間較小，軍方直升機先在大廈天台上空停懸，警察然後游繩而下。在這次空降突擊行動中，警察在僑冠大廈搜查期間發現大量陷阱，並在多個單位起出大批武器及炸彈，又在新都城大廈發現有部分單位被鬥委會秘密改為戰地醫院，這次陸空夾擊行動成功搗破策動連串炸彈襲擊的鬥委會巢穴。

### 獨立成爲皇家香港輔助空軍

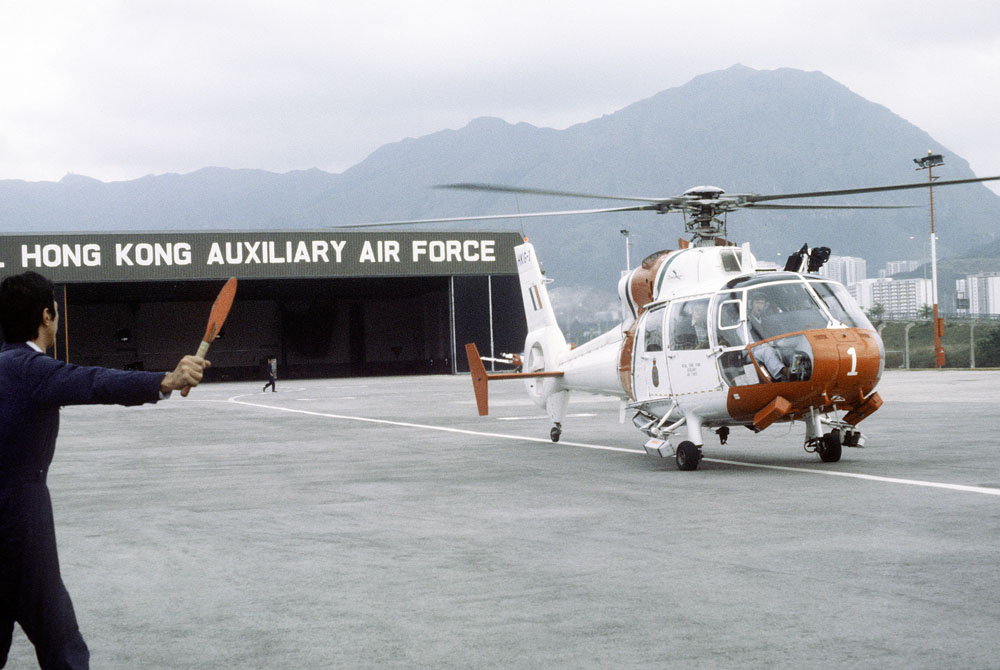
皇家香港輔助空軍的一架法國宇航SA365C1海豚式直升機從啟德機場的輔助空軍總部起飛，參與在1982年舉行的聯合搜救演習。

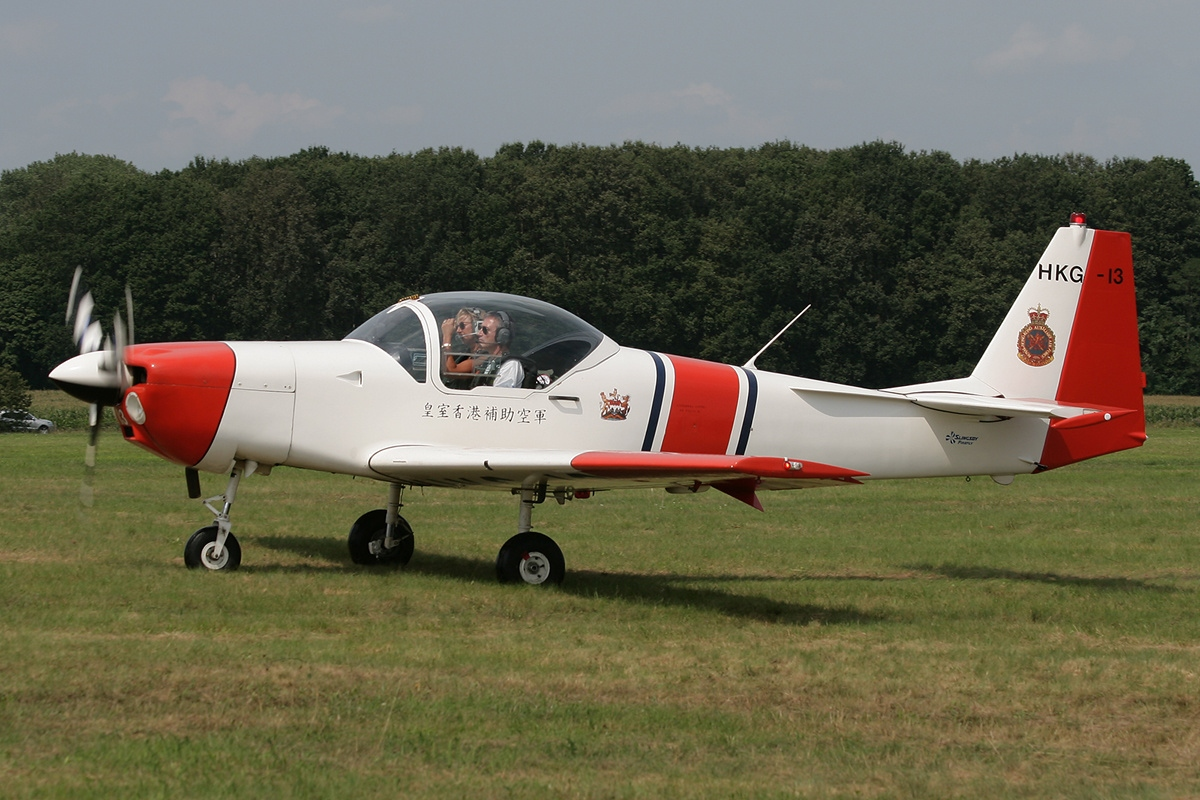
一架漆有皇家香港輔助空軍塗裝的Slingsby Firefly T67M200教練機，攝於2010年。

皇家香港防衛軍於1970年因重組而解散，其下的香港皇家海軍後備隊於1967年已被撤銷，原皇家香港防衛軍屬下的陸軍及空軍部隊分別獨立成為香港軍團及香港輔助空軍，並獲英女皇伊莉莎白二世分別授予「皇家」名銜，成為皇家香港軍團（英文：The Royal Hong Kong Regiment，縮寫：RHKR）及皇家香港輔助空軍（英文：The Royal Hong Kong Auxiliary Air Force，縮寫：RHKAAF），使這兩個分拆出來的軍事單位仍可繼承皇家香港防衛軍的榮譽。
1970年，香港輔助空軍購買第三架雲雀III型直升機。同年8月，颱風露絲吹襲香港，美國海軍運輸艦Regulus（AF-57）在交椅洲觸礁擱淺，輔助空軍派出直升機運載五名修船工人到該艦提供協助。同年12月4日下午1時半，羅馬教皇保祿六世飛抵香港進行短暫訪問，香港輔助空軍出動一架雲雀III型直升機接載教皇由啟德機場前往跑馬地，以便保祿六世在香港大球場舉行彌撒，完成宗教活動後，再乘坐輔助空軍的雲雀III型直升機返回啟德機場準備離港，這是羅馬教皇首次乘坐單引擎直升機。1973年6月，有人員因為執行搜救任務時誤進中國領土，在中國被拘留一晚。1978年12月19日，載有二千七百個越南難民的匯豐號貨船要求進入香港領海，皇家香港輔助空軍之後派出飛機搜索，於12月22日下午1時許發現匯豐號正駛向香港，駐港皇家海軍巡邏艦在晚上11時半到達進行監視，之後該船停在橫瀾島，香港政府基於人道提供物資協助，輔助空軍曾經派出雲雀III型直升機空降警察到船上調查，並將患病的數名難民載到岸上接受治療。
1972年，皇家香港輔助空軍購入了一架布里頓-諾曼公司生產的BN-2A島民式定翼機用於航空攝影和遠程搜救任務。1977年，皇家香港輔助空軍購入了一架塞斯納404泰坦定翼機增強搜救能力。除了日常的搜救任務外它們每年都會至少飛到在菲律賓的美軍克拉克空軍基地訓練長途飛行。1987年，塞斯納404泰坦由兩架畢奇超級空中霸王B200C取代，至於BN-2A島民式則於1992年12月15日發生事故墮毀。兩架畢奇超級空中霸王B200C於1998年被全球最後兩架英國航太捷流-41替換。

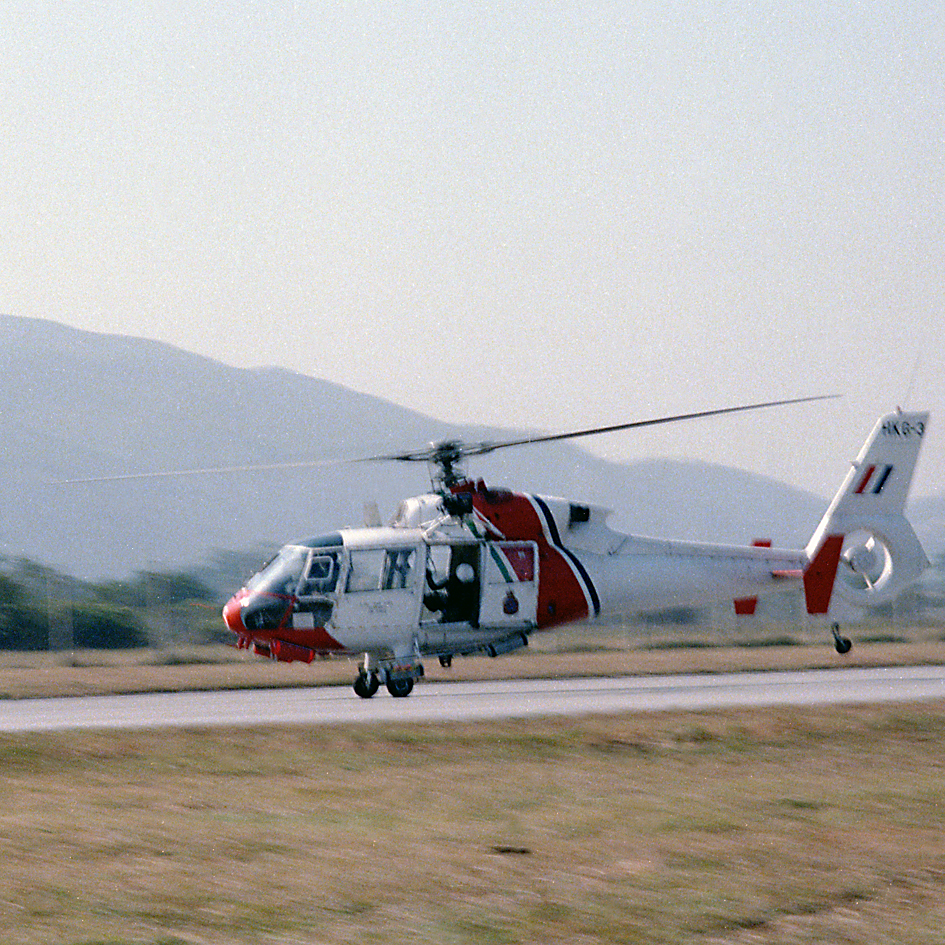
這架編號HKG-3的皇家香港輔助空軍SA365C1海豚式直升機在石崗機場運作中。（攝於1983年）

1979年3月，皇家香港輔助空軍在啟德機場建成的新總部，由總督麥理浩主持開幕。同年，為取代日漸老舊的雲雀III型直升機，皇家香港輔助空軍以2,700萬港元向法國宇航訂購三架SA365C海豚式直升機。這三架海豚式直升機於1980年8月運抵香港，該型直升機採用雙引擎設計，並具備在空中進行自動懸停的功能，可減輕飛行員的工作量。海豚式服役後，四架雲雀III型直升機全數退役及出售。1980年12月，輔助空軍新服役的海豚式直升機在南中國海與英軍及美國海軍進行為期兩天的大型聯合拯救演習。1988年，日本海上保安廳首次參與由皇家香港輔助空軍舉行的年度搜救演習。輔助空軍的三架海豚直升機，一架日本海上保安廳的貝爾212，一架美國空軍的MC-130運輸機及皇家空軍的威塞克斯式直升機參與演習。
由於英國皇家空軍將會逐步撤離香港，皇家香港輔助空軍在1988年擴大編制以接替駐港皇家空軍的部分工作，包括增聘本地飛行員及增購飛機，人員編制亦逐步全職化。1971年至1988年，皇家香港輔助空軍為進行初級飛行訓練，曾分別採用Beechcraft Musketeer及Scottish Aviation Bulldog教練機，而1988年到1993年則使用Slingsby Firefly T67M200教練機。因為啟德機場的航班升降日益頻繁，初級飛行訓練工作後來改在外國的飛行訓練學校進行，教練機則全數出售。皇家香港輔助空軍購入八架西科斯基S-76直升機，分別是三架搜救型S-76A++及五架運輸型S-76C，首批三架運輸型於1990年7月服役。新購入的S-76直升機安裝有由皇家香港輔助空軍協助設計並具有專利的輕量化機門，此外還有175項改進。至於設備更完善並配備紅外線夜視儀，可更有效執行夜間搜索任務的三架搜救型於1990年10月抵港，而已使用超過10年的海豚式直升機於同年除役。
1991年，皇家香港輔助空軍執行歷來最遠程的搜救任務，派遣一架S-76直升機飛到160公里外，把一名患病的海員從船上送到香港的醫院治療。1991在8月15日，巴拿馬註冊的（DB29）鋪管船在香港東南65海哩的南海油田作業期間因遭遇颱風耐特吹襲而翻沉，船上195人墮海或被困船艙。香港海上救援協調中心接報後展開大規模搜救行動，皇家香港輔助空軍派出一架畢奇超級空中霸王B200C定翼機進行海上搜索，並派遣四架S-76直升機，聯同駐港皇家空軍的四架威塞克斯式直升機，以及Bristow直升機公司的兩架AS332L超級美洲豹直升機飛往出事海面，駐港皇家海軍亦派出兩艘孔雀級巡邏艦開赴拯救，當日便有162人獲救，單是香港輔助空軍的四架S-76直升機便救起42人，沉船事故造成16人喪生。
1990年代初，越來越多中國非法入境者帶同大批軍火打劫，皇家香港警察提議購買更大型的直升機用來運載飛虎隊及調動機動部隊人員，皇家香港輔助空軍因此從美國購入兩架西科斯基S-70A-27直升機，並於1993年3月服役，而S-70A-27就是軍用UH-60黑鷹直升機的香港版。1994年，政府飛行服務隊成立後再購入多一架黑鷹。除了保安工作外，黑鷹直升機後來也執行搜救任務，包括在1996年11月佐敦嘉利大廈大火中救出四名被困在天台的人士，這是飛行服務隊首次在市區進行救援，也是最受爭議的一次，傳媒普遍認為黑鷹直升機的強大的下洗氣流令大廈的火勢加劇，但事後檢討報告否定了這種說法。
1980年代後期，皇家香港輔助空軍開始準備由後備軍性質的飛行部隊，逐漸轉變為24小時運作的空中支援政府部門，新招聘的人員改以全職方式受聘，而現職的兼職人員可按意願轉為全職受僱。1993年3月31日，總督兼香港三軍總司令彭定康出席皇家香港輔助空軍解散儀式，這時的輔助空軍共有16架飛機及250名人員，當中有45人為兼職人員，而他們已決定在輔助空軍解散後退役，除此之外，輔助空軍所屬的飛機、人員及設施均過渡到於翌日4月1日成立的政府飛行服務隊，並沿用皇家香港輔助空軍的格言「隨時候命」。

## 軼聞

### 換裝噴射戰鬥機的構想
輔助空軍在1950年代曾經希望換裝噴射機。輔助空軍在1952年剛換裝噴火式戰鬥機不久，就開始計劃換裝噴射戰鬥機。1955年4月，輔助空軍決定換裝自英國皇家空軍第28中隊退役的吸血鬼式噴射戰鬥機，可是換裝計劃卻於1957年擱置，理由是飛行員的表現不適合飛噴射戰鬥機，而原因是輔助空軍本身屬後備軍，主要由兼職飛行員組成。1958年，換裝吸血鬼式噴射戰鬥機的計劃再度被提出，1960年代也有被提出過，然而隨著英國國防預算的刪減，在種種限制下已不可能換裝噴射戰鬥機，而後輔助空軍的主要任務性質由防衛香港轉變為搜索和救援，就算裝備噴射戰鬥機也變得不太合用。

### 滯銷的英國貨
1958年至1965年間裝備兩架由英國韋斯特蘭直升機生產的Widgeon直升機，是輔助空軍由軍事部隊轉型成為專業搜救單位的重要機型，但這款英國直升機的銷量卻差強人意，只是生產了14架便停產，成為英國其中一款銷量最差的直升機。

### 教宗乘坐單引擎直升機
1970年12月4日，教宗保祿六世訪問香港。當教宗抵達啟德機場後便乘坐輔助空軍的雲雀III型直升機，從啟德機場飛越維多利亞港前往跑馬地，到香港大球場主持彌撒，但因為教宗從未乘坐過單引擎直升機，所以羅馬教廷此前對這趟直升機旅程有所憂慮，輔助空軍解釋雲雀III型的可靠性是很好的，教廷最後同意安排教宗乘坐，同行的還有香港教區主教徐誠斌，而這趟直升機之旅也一切順利，平安到達目的地。

### 港督親駕直升機
過往訪港的貴賓常常會獲得邀請，乘坐輔助空軍的直升機飛到香港上空觀光，也因此有些貴賓有機會在輔助空軍的同意和協助下嘗試操作直升機，第二十四任香港總督戴麟趾更因為是乘坐直升機的「常客」，由此學會了直升機的基本操作。1971年，戴麟趾在卸任總督前不足三個星期到訪皇家香港輔助空軍基地，並在合資格的直升機飛行教練指導下進行首次飛行，當降落後飛行員對戴麟趾的表現讚賞有加（其實只不過是離地10英尺原地迴旋一次和繞圈一次），而輔助空軍司令則在直升機安全降落後才鬆一口氣。

### 皇家空軍第28中隊
1975年，《南華早報》報導由英國派駐到香港的英國皇家空軍第28中隊，機隊妥善率處於低水平，第28中隊對這則報導似乎不服氣，立即出動所有威塞克斯式直升機組成編隊飛越南華早報報館的上空，並要求皇家香港輔助空軍派遣一架雲雀III型直升機到場拍照存證。

### 新穎的海豚直升機
1980年8月，法國製的SA365C1海豚式直升機抵達香港。SA365是發展自單引擎的SA360，兩者都名為海豚式，惟較早推出的SA360並不算成功，於是廠商推出雙引擎的SA365，而輔助空軍購買的SA365C1屬於早期版的SA365，整體設計仍類似SA360，不同之處是機頂後方原本的單引擎改為兩具引擎並列。輔助空軍於1979年耗資2,700萬港元向法國宇航訂購三架雙引擎的海豚式直升機，用來替換已使用十多年的雲雀III型，海豚式亦成為輔助空軍裝備的首款雙引擎直升機，不論航程、載重量及內部空間等多方面都比單引擎的雲雀III型優勝，所以輔助空軍的人員都對新購入的海豚式寄予厚望，可是成為雙引擎版海豚式早期用戶之一，卻要面對不少問題，這些海豚直升機在服役初期經常發生故障，後來與原廠的技術人員進行硏究和改良後，終能妥善地運作。

### 寄送引擎的外交郵件
1983年6月，一架塞斯納404泰坦由香港飛往菲律賓克拉克空軍基地進行長途飛行訓練，但途中因左邊引擎發生故障突然停止運轉，飛機被迫在馬尼拉國際機場緊急降落。這架塞斯納須要在當地修好引擎才能飛回香港，但是用一般方式將備用引擎送往菲律賓，便要向菲律賓政府支付20,000美元的「雜費」，而且手續繁複，這架飛機勢必在菲律賓呆等三個月。香港政府為了避免繳交這筆「雜費」，便將備用引擎以「外交郵件」方式，從香港寄送到駐菲律賓的英國大使館，再由英國大使館職員將引擎轉交給在當地等候的皇家香港輔助空軍人員，不久便將飛機修復。這次原本只需一晚的菲律賓之旅，結果因引擎發生故障而需要用三天完成。

### 黑鷹直升機
1990年代初，來自中國的劫匪持56式自動步槍在鬧市打劫珠寶金行經常登上頭條新聞。皇家香港警察認為當時新近服役的西科斯基S-76直升機缺乏防彈能力，又不能運載大量武裝人員，警隊便提議購買較大型的直升機協助打擊跨境劫案。因為S-76直升機機隊於1990年及1991年服役未久，皇家香港輔助空軍本來並沒有計劃及預留經費再買新直升機，所以採購新直升機的部分開支須調撥自警隊的經費。皇家香港輔助空軍在1992年3月從美國購入兩架黑鷹直升機，兩機於1993年3月2日在輔助空軍服役，另有一架於1994年12月增購。輔助空軍引進的S-70A-27屬於黑鷹直升機的軍規版，旋翼及重要部位具一定防彈能力，配備的防彈自封油箱被子彈擊中時可避免漏油，並按香港的需求加裝設備，機身裝有紅外線夜視儀，可在夜間執行監視任務。軍規版黑鷹不但具有民用直升機所缺乏的防彈能力，內部空間及運載量也比S-76直升機大，S-76C在預留放置擔架的空間後，只能運載7名乘客，而黑鷹直升機的載客量則為18名，亦便於運送全副武裝的人員。當局預期黑鷹直升機服役後可更有效打擊猖獗的跨境持械劫案。
隨著治安有所改善，黑鷹直升機也經常投入各種搜救及滅火任務，被轉交給政府飛行服務隊後更是如此。因為黑鷹直升機可吊運重達2,720公斤的滅火水桶，而S-76C僅能吊運910公斤，因此在撲滅山火方面比S-76系列更顯優勢，所以黑鷹直升機後來也活躍於山火撲救任務。然而香港有很多需要出動直升機的救援任務是涉及海上事故，香港所承擔的海上搜救行動範圍亦遠至100海里外的公海，當初買來打擊械劫案的軍用黑鷹直升機，並沒有考慮要在海上長時間飛行，機身沒有配備供海上緊急降落的自動充氣囊，也缺乏精確的海上導航設備，飛行服務隊認為經常由黑鷹直升機執行須要長時間海上飛行的搜救任務是很冒險的。此外，中國在六四事件後被美國武器禁運，而在1997年香港被移交到中國後，美國政府當時基於《美國－香港政策法》將中港兩地區別對待，香港仍可購買美國零件維修軍規版黑鷹，但須要保證不讓黑鷹的零件流入被美國列入制裁的地區，購買黑鷹零件的手續較以往英治時期繁複，而運到美國進行大修及運回香港，都要準備及提交大量文件，其中一架更由於2001年的九一一事件而被美國海關延遲運交三個月。雖然香港的黑鷹直升機可改裝成海上搜救型，但改裝費用幾乎可購買全新的搜救直升機，所以飛行服務隊決定放棄機齡尚輕的黑鷹，並購入全新的搜救直升機。有趣的是，新購的直升機就是當年與黑鷹競爭中落敗的AS332超級美洲豹，而三架黑鷹於2003年獲美國一家直升機公司購入，運返美國翻修後用於山火撲救任務。

## 歷任指揮官
皇家香港輔助空軍屬於香港本地軍隊，以軍階區分人員職級，指揮官為皇家香港輔助空軍司令，該職位主要由中校出任：
| 履新日期       | 指揮官                                       |
| -------------- | -------------------------------------------- |
| 1949年5月1日   | 奧斯福空軍少校（M. N. Oxford）                           |
| 1950年10月1日  | 活特空軍中校，DFC，BEM（A.W. Wood）                   |
| 1955年1月1日   | 賴生空軍中校，AFC（）                        |
| 1955年10月15日 | 史祁士空軍中校，AE連勳扣（P. O. Scales）                 |
| 1962年10月12日 | 鍾國棟空軍中校，OBE，AE連勳扣（G. J. Bell）            |
| 1966年9月19日  | 史美夫空軍中校，OBE，AE連勳扣，QCVSA，JP（） |
| 1971年10月1日  | 艾禮思空軍中校，AE（）                       |
| 1975年6月1日   | 彭亮廷空軍中校，OBE，AE連勳扣                |
| 1983年4月1日   | 區士培空軍中校，MBE，AE，JP                  |
| 1988年1月1日   | 布樂思空軍中校，MBE，AE連勳扣                |
| 1991年1月1日   | 葉迪奇空軍中校，MBE，AE連勳扣，QCVSA，JP     |

## 機隊
皇家香港輔助空軍曾經擁有的機隊：
| 生產商/型號                  | 原產國 | 機種              | 數量 | 服役時期  | 附加資訊 |
| ---------------------------- | ------ | ----------------- | ---- | --------- | --- |
| 西科斯基S-70A-27黑鷹式       | 美国   | 多用途直升機      | 2    | 1992–1993 | 移交予政府飛行服務隊。 兩架黑鷹直升機的機身原標示輔助空軍機隊的軍方編號HKG-22及HKG-23，其後因移交予飛行服務隊而獲分配民用航空器註冊編號VR-HZI及VR-HZJ。 1997年7月起的航空器註冊編號分別改為B-HZI及B-HZJ。 |
| 西科斯基S-76A++              | 美国   | 搜救直升機        | 3    | 1990–1993 | 移交予政府飛行服務隊。 S-76搜救型的機首下方裝有前視紅外線攝影機，可提升夜間搜索的能力。 |
| 西科斯基S-76C                | 美国   | 多用途直升機      | 5    | 1991–1993 | 移交予政府飛行服務隊。 |
| Slingsby Firefly T67M200     | 英国   | 教練機            | 4    | 1987–1993 | 移交予政府飛行服務隊。 |
| 畢奇超級空中霸王B200C        | 美国   | 多用途飛機        | 2    | 1987–1993 | 移交予政府飛行服務隊。 |
| 法國宇航SA365C1海豚式        | 法國   | 多用途直升機      | 3    | 1980–1990 | 替換雲雀III型並重用編號HKG-1、HKG-2及HKG-3。 |
| 塞斯納404泰坦                | 美国   | 輕型多用途飛機    | 1    | 1979–1987 | |
| Scottish Aviation Bulldog    | 英国   | 教練機            | 2    | 1977–1988 | |
| 布里頓-諾曼BN-2A島民式       | 英国   | 輕型多用途飛機    | 1    | 1972–1992 | |
| Beech B23 Musketeer II       | 美国   | 輕型多用途飛機    | 2    | 1971–1979 | |
| 法國宇航SA3160雲雀III型      | 法國   | 多用途直升機      | 4    | 1965–1980 | 編號HKG-1、HKG-2及HKG-3。 |
| Taylorcraft Auster AOP9      | 英国   | 教練機            | 4    | 1965–1971 | |
| 韋斯特蘭Widgeon              | 英国   | 多用途直升機      | 2    | 1958–1965 | 輔助空軍首款直升機。 |
| 超級馬林噴火式Mk19           | 英国   | 戰鬥機            | 2    | 1954–1955 | 又稱超級馬林噴火XIX，屬於偵察型。 |
| 超級馬林噴火式Mk24           | 英国   | 戰鬥機            | 8    | 1952–1955 | 又稱超級馬林噴火F24，自香港輔助空軍退役的其中一架目前保留在帝國戰爭博物館。 |
| 超級馬林噴火式Mk18           | 英国   | 戰鬥機            | 6    | 1951–1952 | 又稱超級馬林噴火XVIII。 |
| Taylorcraft Auster T7        | 英国   | 聯絡觀測機        | 4    | 1950–1971 | |
| North American Harvard MkIIB | 美国   | 教練機            | 11   | 1950–1958 | 北美T-6教練機的英國版，可加裝白朗靈.303囗徑機槍及掛上炸彈。 |
| Taylorcraft Auster AOP6      | 英国   | 聯絡觀測機        | 5    | 1949–1971 | |
| Taylorcraft Auster V         | 英国   | 聯絡觀測機        | 1    | 1949–1950 | 輔助空軍正式成立後首款用機。 |
| DH60 Moth                    | 英国   | 多用途飛機        | 2    | 1941      | 戰前籌建時期的用機。 |
| DH687 Hornet Moth            | 英国   | 多用途飛機/教練機 | 2    | 1941      | 戰前籌建時期的用機。 |
| Tutor 621                    | 英国   | 教練機            | 4    | 1936–1941 | 戰前籌建時期的用機。 |
| Avian IVM Cadet 631          | 英国   | 教練機            | 2    | 1934–1941 | 戰前籌建時期的用機。 |
| Avian IVM 616                | 英国   | 教練機            | 3    | 1930年代  | 戰前籌建時期的用機。 |

## 外部連結
- Royal Hong Kong Auxiliary Air Force（页面存档备份，存于）
- 从香港辅助空军，到皇家香港辅助空军，到香港政府飞行服务队（页面存档备份，存于）